# Тілден (Техас)
Тілден (англ. Tilden) — переписна місцевість (CDP) в США, в окрузі Макмаллен штату Техас. Населення — 190 осіб (2020).

## Географія
Тілден розташований за координатами 28°27′35″ пн. ш. 98°32′55″ зх. д. / 28.45972° пн. ш. 98.54861° зх. д. (28.459855, -98.548677).  За даними Бюро перепису населення США в 2010 році переписна місцевість мала площу 0,90 км², уся площа — суходіл.

## Демографія
Згідно з переписом 2010 року, у переписній місцевості мешкала 261 особа в 110 домогосподарствах у складі 68 родин. Густота населення становила 290 осіб/км².  Було 139 помешкань (154/км²).
Расовий склад населення:
| - 88,9 % — білих - 3,1 % — чорних або афроамериканців - 6,9 % — осіб інших рас |

До двох чи більше рас належало 1,1 %. Частка іспаномовних становила 47,9 % від усіх жителів.
За віковим діапазоном населення розподілялося таким чином: 15,7 % — особи молодші 18 років, 62,1 % — особи у віці 18—64 років, 22,2 % — особи у віці 65 років та старші. Медіана віку мешканця становила 45,1 року. На 100 осіб жіночої статі у переписній місцевості припадало 112,2 чоловіків;  на 100 жінок у віці від 18 років та старших — 105,6 чоловіків також старших 18 років.
Середній дохід на одне домашнє господарство  становив 73 870 доларів США (медіана — 55 250), а середній дохід на одну сім'ю — 83 350 доларів (медіана — 56 625). За межею бідності перебувало 7,4 % осіб, у тому числі 11,0 % дітей у віці до 18 років та 6,9 % осіб у віці 65 років та старших.
Цивільне працевлаштоване населення становило 115 осіб. Основні галузі зайнятості: освіта, охорона здоров'я та соціальна допомога — 27,8 %, публічна адміністрація — 18,3 %, транспорт — 14,8 %.